# Somali Airlines
Somali Airlines foi a companhia aérea de bandeira da Somália. Fundada em 1964, oferecia voos para destinos domésticos e internacionais. Ela operava Boeing 720Bs, Boeing 707-300s e Airbus A310-300s em uma network para o Oriente Médio e Europa. A companhia aérea interrompeu as operações após o início da guerra civil no início dos anos 1990, quando o país caiu na anarquia. Um governo reconstituído da Somália posteriormente iniciou os preparativos em 2012 para um esperado relançamento da transportadora, com a primeira nova aeronave Somali Airlines programada para entrega no final de dezembro de 2013.

## História
Somali Airlines foi fundada em 5 de março de 1964 como a recém-independente companhia aérea nacional da Somália. O então governo civil do país e a Alitalia possuíam ações iguais na empresa, com cada um detendo 50% do controle acionário. Por meio de um contrato de cinco anos, a Alitalia forneceu suporte técnico à companhia aérea. De acordo com o diretor da Somali Airlines na época, Abdulahi Shireh, a transportadora foi estabelecida principalmente para conectar de forma mais eficaz a capital Mogadíscio a outras regiões do país.
Pouco depois que a transportadora foi formada, quatro Douglas DC-3s foram doados pelos Estados Unidos. A companhia aérea iniciou suas operações em julho de 1964, atendendo inicialmente a destinos domésticos com uma frota de três DC-3s e dois Cessna 180s.  Antes disso, os serviços locais eram operados pela Aden Airways. A corrida Mogadíscio-Aden continuou sendo realizada sob um acordo de pool com a Aden Airways até março de 1965, quando a Somali Airlines embarcou em servir a rota para este destino com sua própria aeronave. Um serviço para Nairóbi foi lançado posteriormente em janeiro de 1966. Ele foi descontinuado em junho do mesmo ano, depois que o porta-aviões foi proibido de voar para o espaço aéreo do Quênia após a Rádio Mogadíscio transmitir ataques verbais contra o presidente do Quênia, Jomo Kenyatta. Um serviço semanal para Dar-es-Salaam foi introduzido em outubro de 1967.

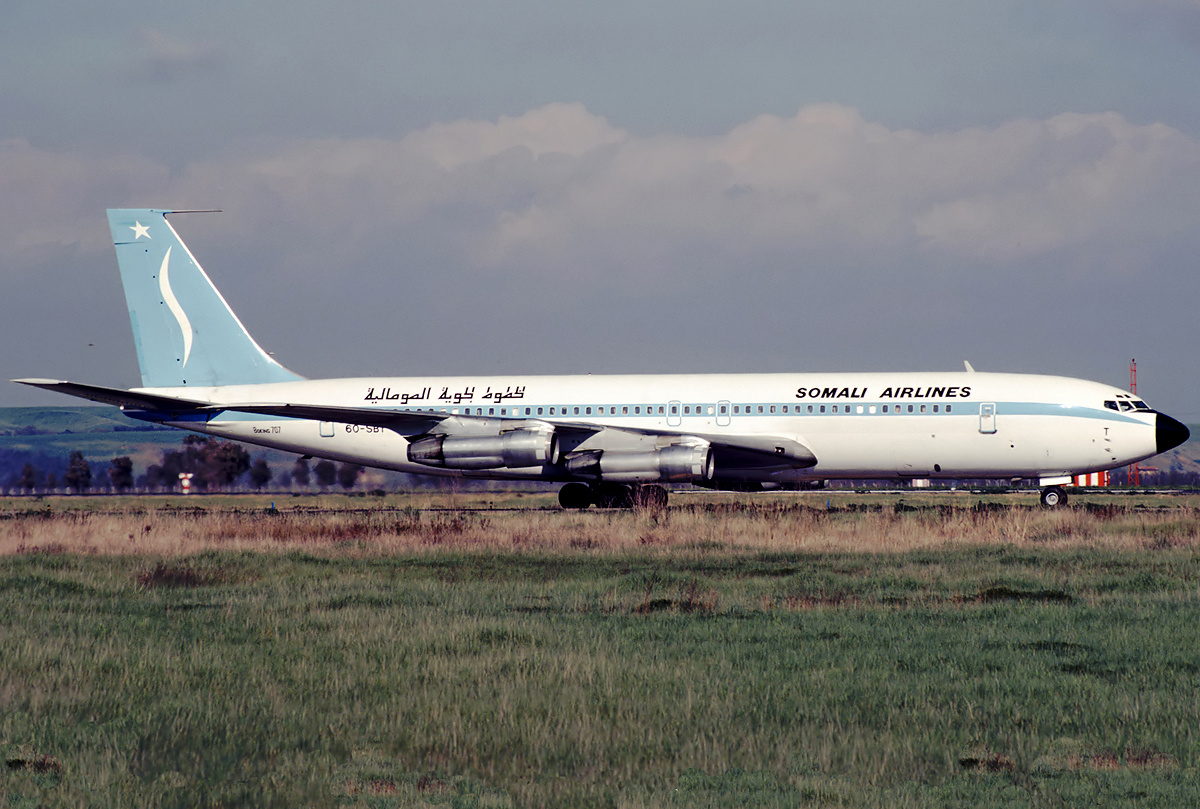
Um Boeing 707-320B da Somali Airlines no Aeroporto de Fiumicino em 1989

Em março de 1970, o presidente da companhia aérea era Abdi Mohamed Namus, que empregava 120 trabalhadores. Neste momento, a frota consistia em dois Cessna 185s, três DC-3s e quatro Viscount 700s. Um desses viscondes (6O-AAJ) sofreu um acidente ao pousar em Mogadíscio em 6 de maio de 1970. A aeronave estava em aproximação final quando a tripulação percebeu que os controles de vôo não estavam respondendo. O controle da aeronave foi parcialmente obtido pelo uso da força, mas a fuselagem pousou com força, causando o colapso do trem de pouso. Cinco pessoas morreram no acidente, entre 30 ocupantes a bordo. No início de 1974, um contrato com a Tempair para o fornecimento de um Boeing 720B, a ser implantado na rota Mogadíscio-Londres, bem como em voos dentro da África e para o Oriente Médio, foi assinado; o acordo efetivamente entrou em vigor em abril de 1974. No final de 1975, dois Fokker F27s foram adquiridos. Em 1976, a empresa adquiriu dois Boeing 720B da American Airlines, os dois últimos a serviço da transportadora americana. Também encomendou mais dois Boeing 707. A Somali Airlines mais tarde se tornou uma empresa totalmente estatal em 1977, quando o governo adquiriu 49% das ações detidas pela Alitalia.

## Frota
A Somali Airlines operou as seguintes aeronaves ao longo de sua história:
| Aeronaves         | Total | Notas |
| ----------------- | ----- | ----- |
| Airbus A310-200   | 1     |       |
| Airbus A310-300   | 1     |       |
| Boeing 707-120B   | 1     |       |
| Boeing 707-320(A) | TBA   |       |